# ペギー・リュインドゥラ
ペギー・リュインドゥラ（Péguy Makanda Luyindula, 1979年5月25日 - ）は、ザイール (現：コンゴ民主共和国)の首都・キンシャサ出身の元サッカー選手。元フランス代表。

## 経歴
オリンピック・リヨン時代には攻撃陣の核として活躍、91試合で33得点を記録、リーグ3連覇に貢献と大活躍を見せた。この後ディディエ・ドログバの穴を埋めるべく約16億円もの大金でオリンピック・マルセイユへと移籍、ここでもチームの核となったがチームの不振を止めることはできずAJオセールへとレンタル移籍した。オセールではまずまずの成績を上げたものの、続くレンタル先のレバンテUDではノーゴールに終わった。2007年1月にパリ・サンジェルマンFCに完全移籍したものの、目立った活躍を見せることはなく、徐々に出場機会が減少。2012年はリーグカップ1試合のみの出場に留まり、同年12月契約満了を迎えた。

## 代表歴
代表としてはコンゴ民主共和国代表入りの要請を断り続け、2004年にフランス代表入りを果たす。ただ、常勝チームから離れたこともあり2005年2月から代表招集はなかった。2009年3月、代表FWに怪我人が続出したことから南アフリカW杯予選の対リトアニアメンバーとして4年ぶりに招集を受け、大方の予想に反して2試合連続でスタメン出場を果たした。
2002年のUEFA U-21欧州選手権で準優勝した。

## 所属クラブ
- シャモア・ニオールFC 1997-1998
- RCストラスブール 1998-2002
- オリンピック・リヨン 2001-2004
- オリンピック・マルセイユ 2004-2007

→  AJオセール 2005-2006 (loan)
→  レバンテUD 2006 (loan)
- パリ・サンジェルマンFC 2007-2012
- ニューヨーク・レッドブルズ 2013-2015

## タイトル
- RCストラスブール

クープ・ドゥ・フランス (1):2001
- オリンピック・リヨン

リーグ・アン (3):2001-02, 2002-03, 2003-04
- PSG

クープ・ドゥ・フランス (1):2010
クープ・ドゥ・ラ・リーグ (1):2008